# (73432) 2002 LD57
(73432) 2002 LD57 – planetoida z pasa głównego asteroid okrążająca Słońce w ciągu 5,63 lat w średniej odległości 3,16 j.a. Odkryta 10 czerwca 2002 roku.